# Tropisk natt

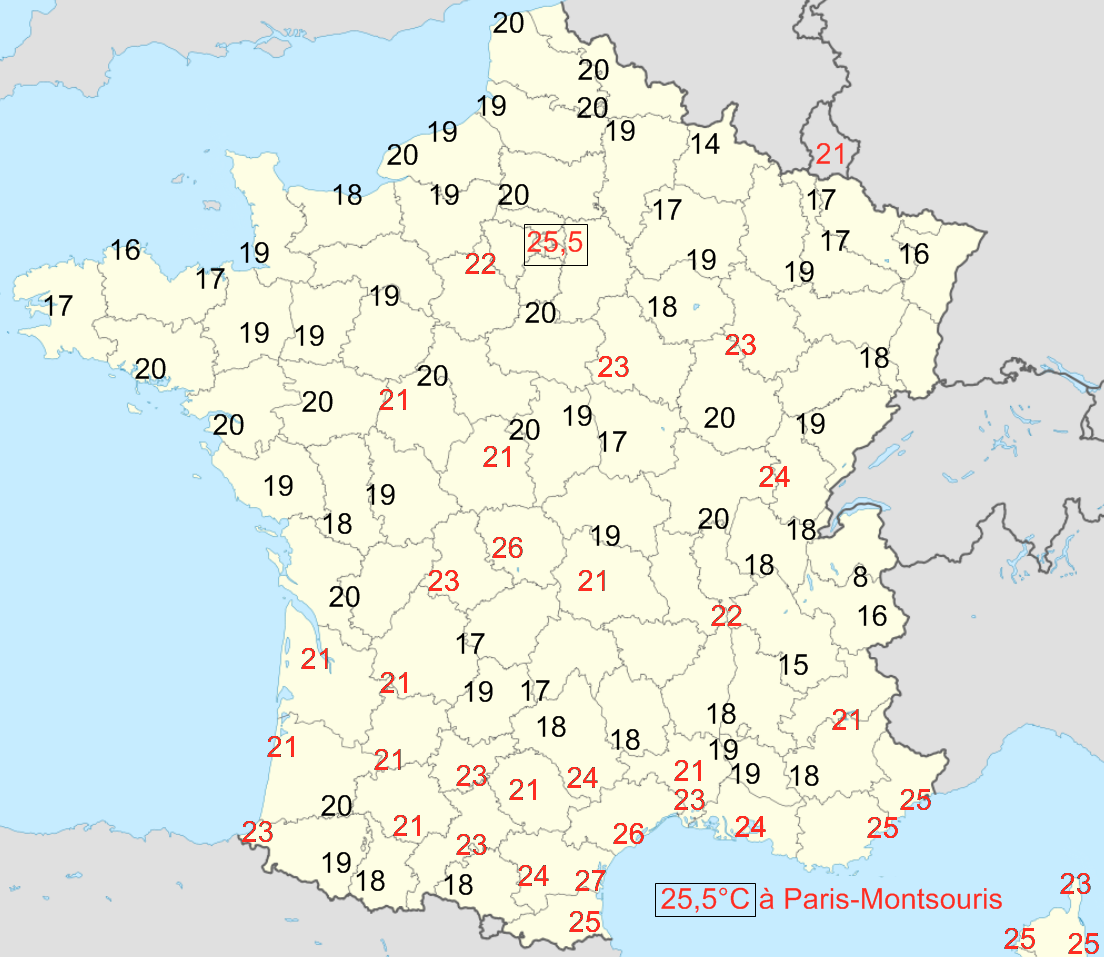
Karta som visar minimitemperaturer (°C) i Frankrike den 12 augusti 2003, avrundade till hela grader (förutom maxvärdet). Rödmarkerade värden anger platser som garanterat hade ett tropiskt dygn med temperaturer på minst 20 grader som lägst.

Tropisk natt kallas i vissa länder en natt då temperaturen i luften inte sjunker under ett visst, relativt högt värde.
Tropiska nätter är vanliga under värmeböljor och inträffar mestadels över hav, vid kuster eller sjöar. Förklaringen till detta är att värme lagras i vattnet under perioder med soligt och varmt väder dagtid, som sedan avges under natten och håller uppe nattemperaturen.

## I olika länder

### Sverige
Tropisk natt i Sverige innebär att temperaturen inte får understiga 20 °C klockan 20.00–08.00 svensk sommartid. Om villkoret uppfylls under ett helt dygn klockan 20.00–20.00 svensk sommartid kallas det tropiskt dygn.
Tropiska nätter förekommer nästan varje år någonstans i Sverige, men variationen är stor från år till år. De tropiska nätterna inträffar främst i juli och augusti, särskilt längs Sveriges västkust och upp mot Södermanlandskusten, men förekommer även längs Norrlandskusten.
Den högsta uppmätta minimumtemperaturen sedan officiella temperaturmätningar började i Sverige, uppmättes natten till den 10 augusti 1975 vid Kullen i Skåne. Då var den lägsta temperaturen 23,7 °C. Det svenska rekordet i antal tropiska nätter på ett år är 30 stycken 1997.

### Andra länder
Även Finland, Norge och Danmark har motsvarande begrepp och temperaturgräns, det vill säga 20 °C. I Finland kallas natten för tropisk natt på svenska och trooppinen yö på finska, i Norge tropenatt och i Danmark tropenat. I Tyskland, Schweiz och Österrike säger man Tropennacht och har även de samma temperaturgräns. I Spanien används termen noche tropical och även där används gränsen 20 °C.
I Japan och Sydkorea är gränsen för en tropisk natt 25 °C.